# Wiktor Stoczkowski

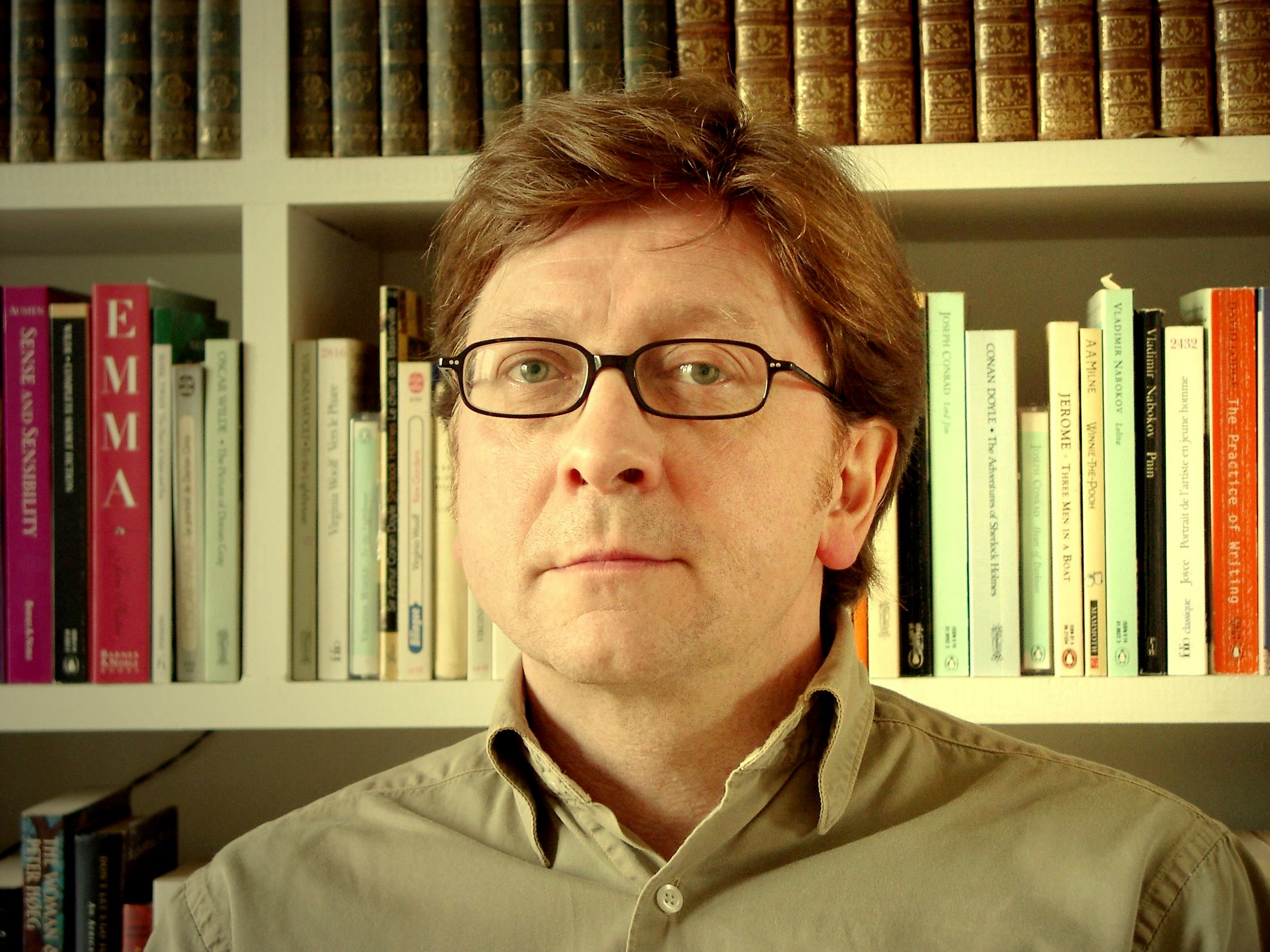
Wiktor Stoczkowski

Wiktor Stoczkowski (ur. 1959 w Bydgoszczy) – polski antropolog kulturowy publikujący głównie po francusku.
Na Uniwersytecie Warszawskim studiował archeologię prehistoryczną i etnologię. Doktoryzował się w paryskiej École des Hautes Études en Sciences Sociales w 1991 roku. Po doktoryzacji osiadł na stałe we Francji. W latach 1992–1997 był wykładowcą Uniwersytetu w Lille. Obecnie pracuje w Laboratoire d'Anthropologie Sociale i w École des Hautes Études en Sciences Sociales, gdzie kieruje Groupe de recherches sur les savoirs - grupą, skupiającą historyków i socjologów nauki oraz antropologów zajmujących się współczesnymi formami wiedzy w kulturze społeczeństw zachodnich. 
W książkach Anthropologie naive, anthropologie savante (1994) oraz Aux origines de l'humanité (1996) zaproponował rekonstrukcję mitycznej i filozoficznej podstawy naukowych koncepcji pochodzenia człowieka. Prowadzi też etnologiczne analizy ogólnych wizji świata, które kryją się za teoriami nauk społecznych.  W książce Des Hommes, des dieux et des extraterrestres. Ethnologie d'une croyance moderne (1999) przeanalizował mechanizm powstawania (oraz mechanizm krytykowania) współczesnych teorii o pozaziemskim pochodzeniu ludzkiej cywilizacji i wierzeń dotyczących istot pozaziemskich.

## Tłumaczenia prac na język  polski
- Ludzie, bogowie i przybysze z kosmosu, Warszawa 2005, Państwowy Instytut Wydawniczy, seria Biblioteka Myśli Współczesnej, s. 480, ISBN 83-06-02986-0 (Des hommes, des dieux et des extraterrestes. Ethnologie d'une croyance moderne, tł. Robert Wiśniewski 1999)